# Aeroportul Saransk
Aeroportul Saransk (IATA: SKX, ICAO: UWPS) este un aeroport din Saransk, Mordovia, Rusia ce deservește zona Saransk. Aeroportul a fost tranzitat în 2021 de 103.718 pasageri. A fost numit după zona deservită.
Situat la o altitudine de 206 m, aeroportul dispune de 1 pistă.

## Infrastructură

### Piste
Aeroportul dispune de o singură pistă. Pista are orientarea 23/02. 